# Kanje
Kanje (cyr. Кање) – wieś w Czarnogórze, w gminie Bijelo Polje. W 2011 roku liczyła 295 mieszkańców.